# اندوهجرد
اندوهجرد (بالفارسية: اندوهجرد) هي مدينة تقع في إيران في ناحية شهداد. يقدر عدد سكانها بـ 2,853 نسمة .